# شبه جزيرة الرأس الأخضر

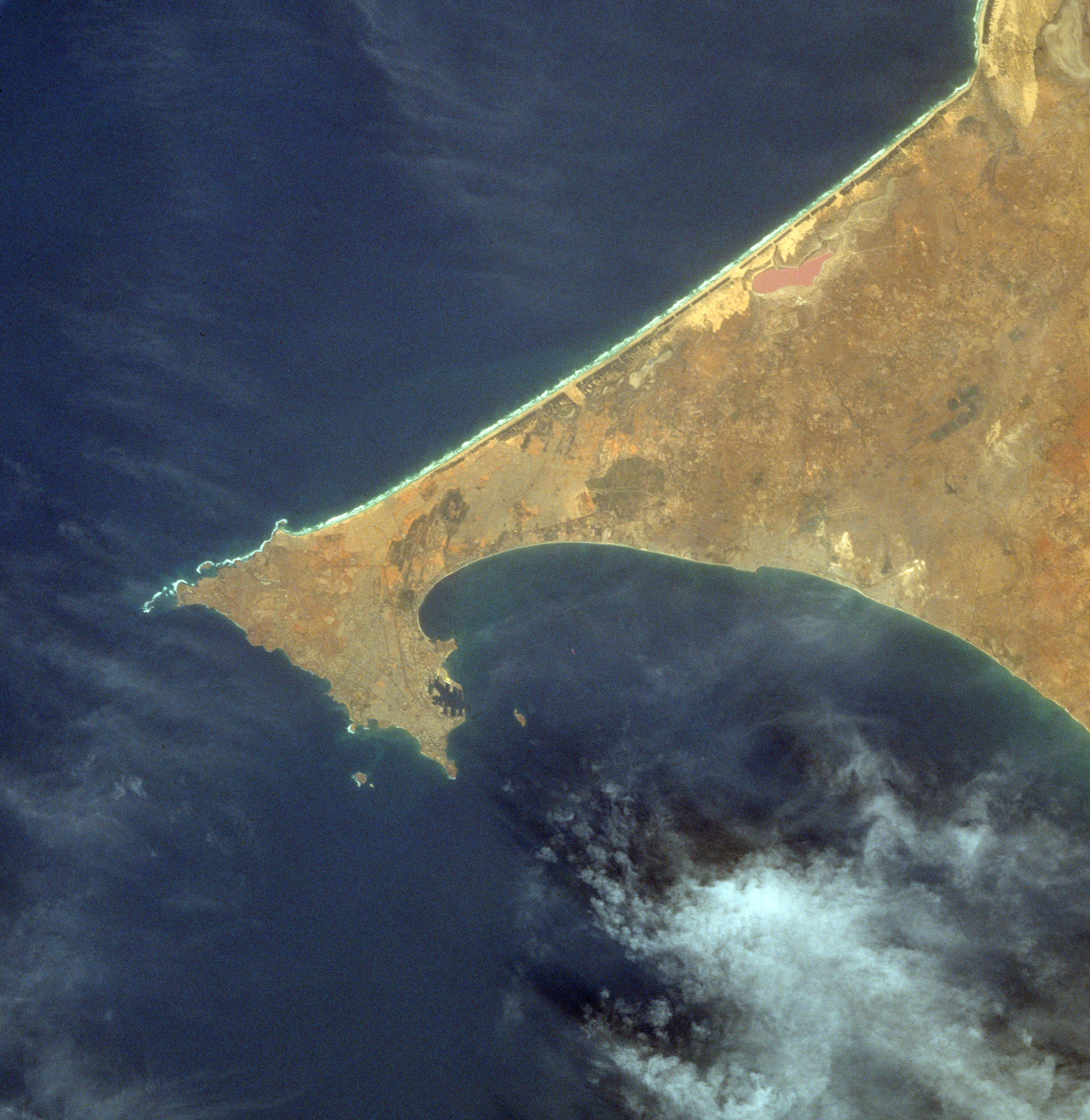
صورة شبه الجزيرة من القمر الصناعي

شبه جزيرة الرأس الأخضر (بالفرنسية: Presqu'île du Cap-Vert)‏ شبه جزيرة في السنغال تبلغ طولها حوالي 15 كيلومتر. تشكلت من الحمم البركانية في العصور القديمة. لها شكل مثلث. يغلب على سكانها قبيلة الليبو،سكنها البرتغالين عام 1444م ومن ثم الفرنسين عام 1857م.